# Thomas Essomba
Thomas Essomba (ur. 2 grudnia 1987) − kameruński bokser, dwukrotny olimpijczyk (2008, 2012), zdobywca złotego medalu na igrzyskach afrykańskich (2011).

## Kariera amatorska
W lipcu 2007 wywalczył brązowy medal na igrzyskach afrykańskich w Algierze. W półfinale igrzysk przegrał z reprezentantem Etiopii Suleimanem Bilalim, który bronił tytułu zdobytego w 2003. W marcu 2008 zwyciężył w turnieju kwalifikacyjnym na igrzyska olimpijskie w Pekinie. W finale kategorii jego rywalem był Redouane Bouchtouk. Essomba zwyciężył na punkty (4:3). Na igrzyskach olimpijskich w Pekinie stoczył tylko jedną walkę. Przegrał w 1/16 finału z Howhannesem Danieljanem, odpadając z rywalizacji.
W 2011 został mistrzem igrzysk afrykańskich i mistrzem Afryki w kategorii papierowej. W 2012 reprezentował Kamerun na igrzyskach olimpijskich w Londynie. W pierwszej walce zmierzył się z Abdelalim Darrą, którego pokonał na punkty (13:10), awansując do 1/8. W 1/8 finału przegrał na punkty (10:15) z Irlandczykiem Paddym Barnesem.